# ۱۸ ژوئن
۱۸ ژوئن صد و شصت و نهمین (در سال‌های کبیسه صد و هفتادمین) روز سال در گاه‌شماری میلادی است. ۱۹۶ روز تا پایان سال باقی‌است.

## رویدادها
- ۱۹۳۲ - زمین‌لرزه ۷٫۹ ریشتری در مکزیک
- ۱۹۵۳ - اعلام جمهوری مصر
- ۲۰۰۶ - قَزسَت اولین ماهواره فضایی قزاقستان با موشک پروتون-کی به فضا فرستاده شد.
- ۲۰۰۹ - مدارگرد شناسایی ماه، فضاپیمای رباتیک ناسا به فضا پرتاب شد.
- ۲۰۱۲ - پس از درگذشت نایف ابن عبدالعزیز، برادر او، سلمان بن عبدالعزیز به ولایت عهدی پادشاهی مطلقه عربستان سعودی منصوب شد.
- ۲۰۱۲ - فضاپیمای چینی شنژو ۹ حامل ۳ فضانورد از جمله یک زن (لیو یانگ) سه روز پس از شلیک به صورت غیرخودکار به ایستگاه فضایی تیانگونگ ۱ متصل شد.
- ۲۰۲۳ - حادثه زیردریاپیمای تایتان ۲۰۲۳

## زادروزها
- ۱۸۷۷ - جیمز مونتگومری فلگ، کاریکاتوریست، تصویرگر و طراح پوستر آمریکایی
- ۱۸۸۴ - ادوار دالادیه، سیاستمدار فرانسوی و نخست‌وزیر این کشور (آوریل ۱۹۳۸ تا مارس ۱۹۴۰) (کرپانتره، فرانسه)
- ۱۸۹۱ - مائه بوش، هنرپیشه استرالیایی
- ۱۹۵۲ - ادریس دبی، سیاستمدار اهل جمهوری چاد و هشتمین رئیس‌جمهور این کشور
- ۱۹۸۵ - الکس هیرش، انیماتور، نویسنده و صداپیشه آمریکایی (پیدمانت، کالیفرنیا، ایالات متحده)
- ۱۹۸۶ - ریچارد مادن، هنرپیشهٔ بریتانیایی - اسکاتلندی

## درگذشت‌ها
- ۷۴۱ - لئوی سوم، امپراتور بیزانس
- ۱۹۰۲ - ساموئل باتلر، نویسنده و داستان‌نویس انگلیسی
- ۱۹۱۰ – تادئوس روبل، دوچرخه‌سوار اهل آلمان (ز. ۱۸۷۷)
- ۱۹۲۸ - روآلد آموندسن، فاتح قطب جنوب
- ۱۹۳۶ - ماکسیم گورکی، نویسندهٔ روس
- ۱۹۴۱ – آدولف هونلاین، نظامی آلمانی در دوره رایش سوم (ز. ۱۸۸۱)
- ۱۹۶۹ – ادگار اندرسون، گیاه‌شناس و نسل‌شناس اهل ایالات متحده آمریکا (ز. ۱۸۹۷)
- ۱۹۷۴ - گئورگی ژوکوف، نظامی و سیاست‌مدار اهل شوروی
- ۲۰۱۰ - ژوزه ساراماگو، نویسندهٔ پرتغالی
- ۲۰۱۸ - ایکس ایکس ایکس تنتاسیون، خواننده آمریکایی
- ۲۰۲۱ - لمیعه عباس عماره، شاعر عراقی. [۱]

## مناسبت‌ها
- روز ملی در سیشل[۲]